# Скоростная железная дорога Ланьчжоу — Урумчи
Скоростная железная дорога Ланьчжоу — Урумчи (кит. 兰新铁路第二双线) длиной 1776 км соединяет столицу провинции Ганьсу город Ланьчжоу со столицей провинции Цинхай городом Синин, и столицей в провинции Синьцзян-Уйгурского автономного района городом Урумчи. В дальнейшем дорога станет продолжением Высокоскоростной пассажирской линией Сюйчжоу — Ланьчжоу на запад. Соединительная линия Баоцзи — Ланьчжоу предположительно будет построена в 2017 году. В перспективе линия будет продлена в Казахстан и центральную часть России как часть международной ВСМ «Евразия» Пекин — Москва.
В отличие от существующей обычной Лансиньской железной дороги эта дорога приходит в Чжанъе по другому пути через провинцию Цинхай и город Синин. Самая высокая точка дороги (Циляньшаньский туннель) находится на высоте 3,858 метров над уровнем моря . Расчётная скорость движения поездов - до 350 км/час. Когда вся трасса будет готова, проезд по высокоскоростной линии от Пекина до Урумчи будет занимать 12 часов. 
Строительство дороги началось 4 ноября 2009 года. Пробный поезд успешно прошёл 3 июня 2014 года. Участок трассы Урумчи - Хами (около 300 км) был открыт 16 ноября 2014 года; он рассчитан на скорости до 250 км/час. Это первая высокоскоростная линия в Синьцзян-Уйгурском регионе. 26 декабря 2014 года открылась оставшаяся часть дороги.

## Защита от ураганного ветра
Около города Шаньшань дорога проходит через обширную зону сильных ветров, господствующих значительную часть года. В 2007 году шторм перевернул поезд на Лансиньской железной дороге, и погибли 4 человека. В этом регионе на дороге предусмотрена специальная галерея защиты от ветров длиной 67 км.